# دابيغاتران
دابيقاترن (بالإنجليزية: Dabigatran)‏ دواء مضاد للتخثر عن طريق الفم يعمل بمثابة مانع الثرومبين المباشرة . تم تطويره من قبل شركة أدوية بورنغير إنغلهايم. يمكن استخدامه للوقاية من السكتة الدماغية في المرضى الذين يعانون من الرجفان الأذيني. وقد تم تطوير هذا الدواء كبديل للوارفارين، لأنها لا تتطلب اختبارات الدم بشكل متكرر مراقبة، في حين تقدم فعالية مماثلة في منع الأحداث الدماغية. على عكس الوارفارين لا يوجد حاليا أي وسيلة لعكس التأثير المضاد للتخثر من دابيقاترن في حالة النزيف السريري.